# Heinrich Müller (Musiker)
Heinrich Müller, bekannt als Heiri Müller (* 3. Mai 1946), ist ein Schweizer Journalist und Musiker.

## Leben
Müller wuchs als Sohn eines Pfarrers in Reiden und Rheinfelden auf. Nach einer von Musik geprägten Jugend studierte er in Basel und Tübingen Rechtswissenschaft und promovierte. Er arbeitete zunächst als Journalist und Fotograf, anschliessend als Dozent für Staats- und Verfassungsrecht an der Universität Maiduguri in Nigeria, wo er auch seine spätere Frau, die US-Nigerianerin Ruth Balami kennenlernte.
Von 1981 bis 2007 arbeitete Müller für das Schweizer Fernsehen als Moderator und Redaktor der Tagesschau. Seine letzte Tagesschau moderierte er am 15. Juni 2007 um 19.30 Uhr auf SF 1. In einem Interview kündigte er an, sich in Zukunft vermehrt der Musik zu widmen. Er hatte bereits für verschiedene Auftritte zugesagt.
Seit 2002 schreibt er Lieder, die er auf mehreren Alben veröffentlichte: 2004 erschien Footsteps, das er in Nashville einspielte, 2006 folgte Chain Of Pearls, das in Winterthur aufgenommen wurde und auf Platz 42 der Hitparade einstieg, 2009 erschien Heinrich Müller. Im Februar 2011 veröffentlichte er zu dem Song Hardbridge seinen ersten Videoclip.
Im September 2012 erschien sein viertes Album, On Fire, mit Interpretationen von Bruce-Springsteen-Songs.

## Diskografie

### Alben
- 2004: Footsteps
- 2006: Chain of Pearls
- 2009: Heinrich Müller
- 2012: On Fire
- 2017: As Long As I Can Sing